# Armée de Naples
L'armée de Naples est une armée française qui prit ce nom en 1799 à la suite de la prise de Naples.

## Contexte

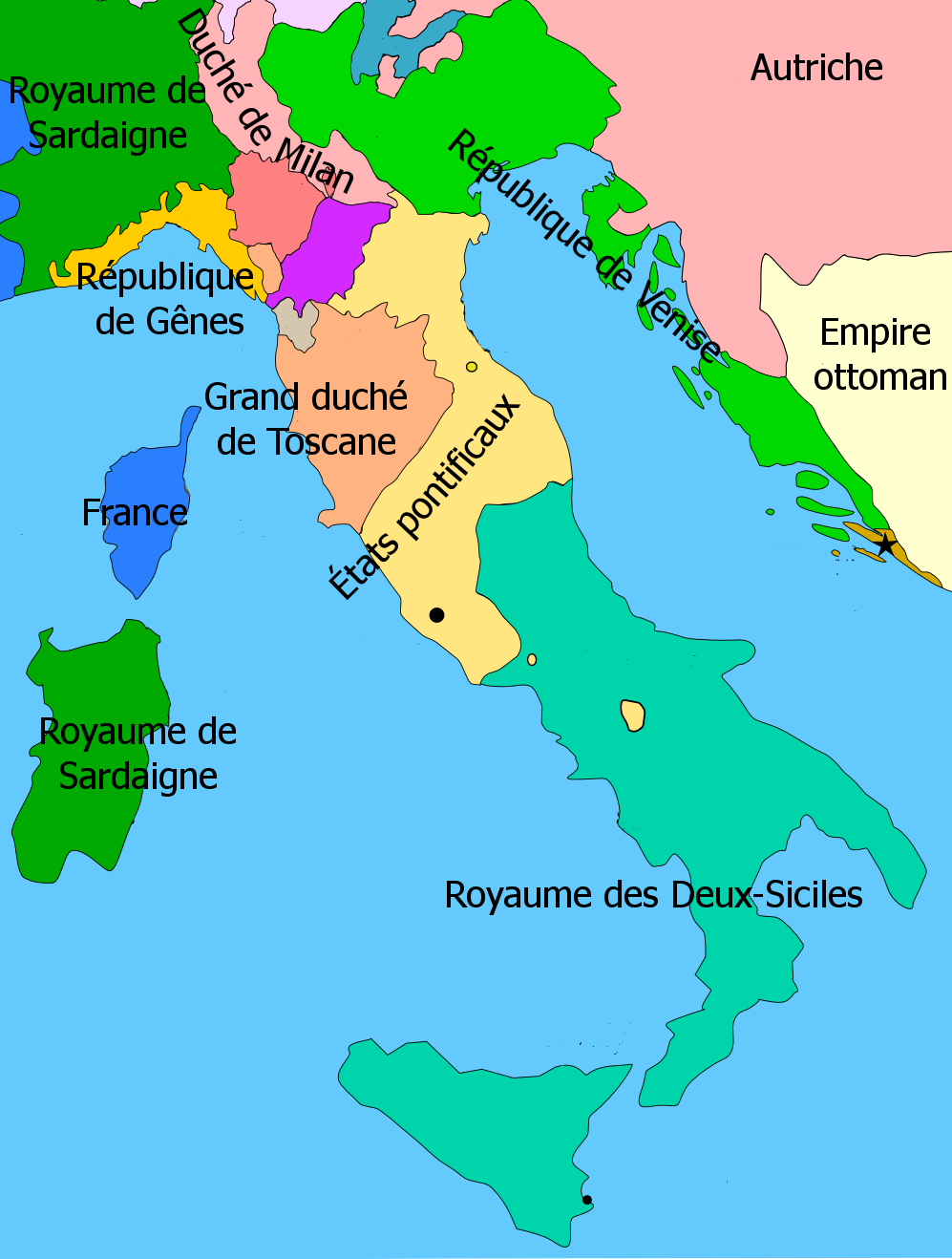
Italie en 1796

Le général Joubert vient de  pacifier le nord de l'Italie. Le 6 décembre 1798, Joubert occupe Turin, forçant le roi Charles-Emmanuel à abdiquer pour toutes ses possessions continentales et se retirer en Sardaigne. Tandis que la Toscane de Ferdinand III est occupée.
Ferdinand Ier des Deux-Siciles de retour à Naples ordonne une levée en masse contre les Français, mais dans le même temps se retire à Palerme. Il nomme Francesco Pignatelli vicaire général du monarque. Mais la municipalité entre en conflit avec lui.
L'armée qui se trouve à Rome reçoit des renforts de Joubert ce qui porte son effectif à vingt-neuf bataillons et vingt et un escadrons, c'est une force de 24 000 fantassins, de 2 000 chevaux, de 2 000 hommes de troupe, de l'artillerie et du génie, en tout 28 000 combattants y compris les garnisons d'Ancône et du château Saint-Ange. Le 20 décembre cette armée quitte Rome dont le désarmement a été ordonné et s'avance sur Naples en cinq colonnes. Rey, déjà à la poursuite de l'ennemi, occupe la droite avec douze escadrons et douze bataillons; il a ordre de s'avancer jusqu'à Terracina par les marais Pontins Macdonald avec huit bataillons et trois escadrons doivent s'avancer par Frosinone et Ceprano.
Championnet, commandant en chef et son quartier général suivaient cette colonne. La division Lemoine forte de six bataillons et de trois escadrons a ordre de pousser sur Sulmona. Enfin, onze bataillons et trois escadrons formant l'extrême gauche sous les ordres de Duhesme doivent après avoir refoulé l'ennemi sur Pescara remonter la rivière de ce nom jusqu'à Popoli  et s'y réunir à Lemoine. Il y avait une trop grande distance entre les deux colonnes de droite et de gauche. Pour y remédier Championnet dirigea une colonne de 800 hommes aux ordres du chef de bataillon Maréchal par la route qui de Tivoli et de Vicovaro débouche sur Sulmona en longeant le lac de Celano. L'armée se mit en mouvement dans cet ordre. Un camp est établi à Foligno pour la recevoir en cas d'échec. Le mauvais état des chemins fut à peu près la seule difficulté que trouva Macdonald. Un léger engagement a lieu le 27 et le 28 décembre au passage du Garigliano entre ses troupes et les troupes ennemies, mais au premier choc les Napolitains s'enfuient en désordre abandonnant toute leur artillerie. Macdonald s'établit le 30 entre Venafro et la route de San Germano à Capoue à hauteur de Caianello.
Cette faible résistance inspira à Championnet la pensée de tenter quelque opération décisive sur l'armée ennemie. En ce moment d'ailleurs Karl Mack en sollicitant un armistice laissait voir son embarras et ses irrésolutions. Le général français ne reçoit cependant pas de nouvelles de ses colonnes de gauche, les communications étant empêchées par les neiges. Après être arrivé à Ceprano, il rappelle à lui la cavalerie de Rey. Lorsqu'elle le rejoint, il se décide à pousser jusqu'à Calvi sur le Volturno derrière lequel sont réfugiés les débris des colonnes de Mack.

### Attaque de Capoue

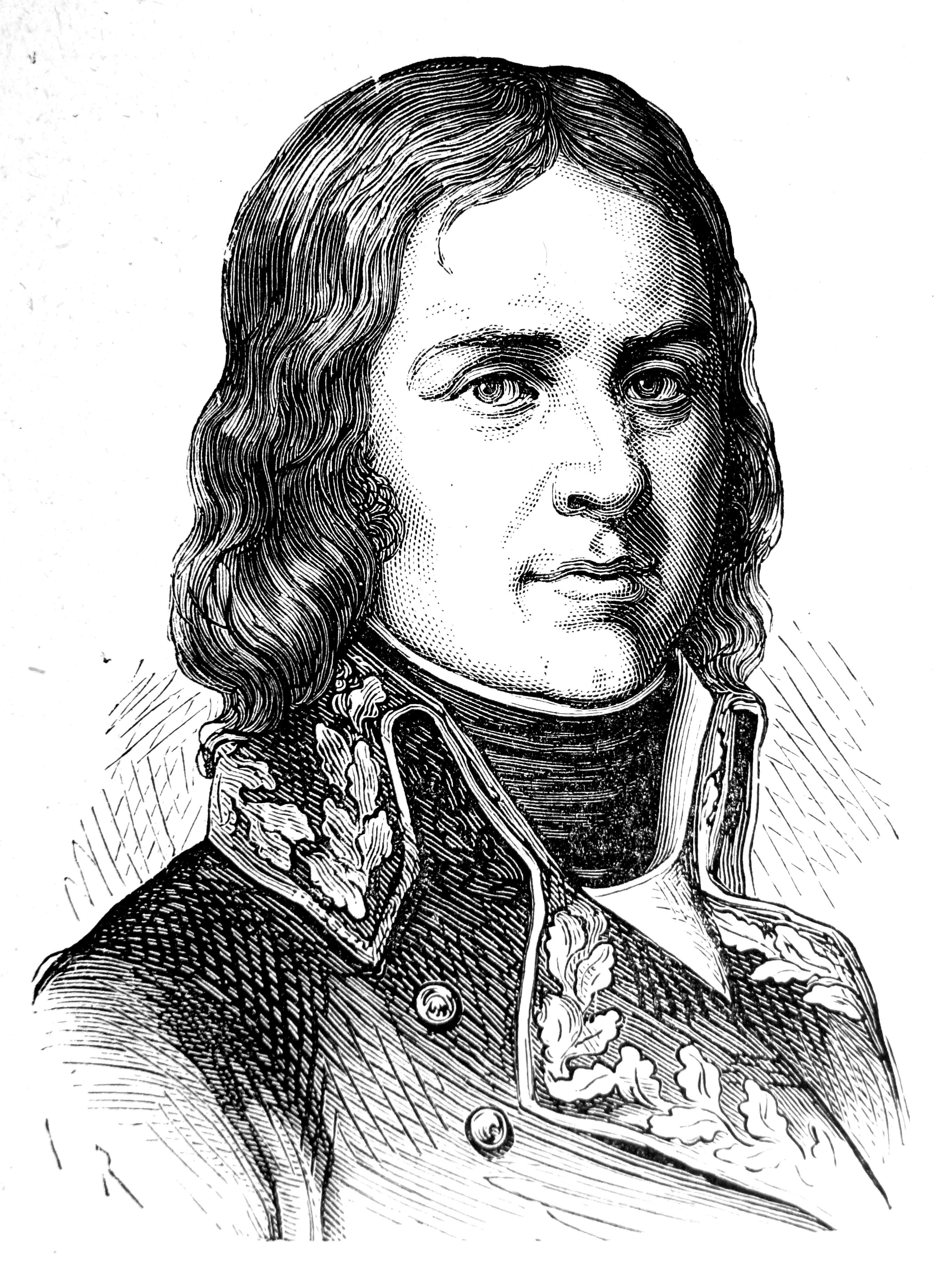
Le général Jean-Étienne Championnet, commandant en chef l'armée de Rome (devenue armée de Naples en 1799).

La ligne napolitaine s'étend de Castellammare di Stabia à l'embouchure du Volturno jusqu'à la Scafa di Cajazzo (actuellement Caserte). Huit bataillons et dix escadrons forment chacune des ailes ; le centre composé du reste de l'armée occupe la ville de Capoue et la tête de pont construite en toute hâte sur la rive droite. Une artillerie formidable garnit toute la position qui semble difficile à forcer pour peu qu'elle soit défendue. Championnet après avoir fait le 3 janvier au général Mack une sommation sans résultats, ordonne une reconnaissance de la ligne ennemie et particulièrement de Capoue. L'attaque des Français a lieu sur trois colonnes, l'une à gauche, l'autre sur la grande route et la troisième à droite des retranchements. Quoique la première de ces colonnes eut devant elle une forte redoute dite de San-Antonio, elle fit plier les Napolitains : Mack pour contraindre les fuyards à rester à leur poste doit les menacer de les faire mitrailler.
Macdonald obtint d'abord du succès à la faveur de ce désordre et allait ordonner d'enlever les derniers retranchements à la baïonnette, lorsque Mack craignant de voir Capoue emportée dans cette attaque eut recours à la ruse ; il fit demander Macdonald un cessez-le-feu pour le libre passage de l'ambassadeur de la République cisalpine retournant de Naples à Milan. Le général français quoiqu'avec répugnance crut devoir accorder cette suspension et le général ennemi en profite pour rallier ses troupes et se poster plus avantageusement. L'attaque recommence vivement après le passage de l'ambassadeur. La redoute San-Antonio et tous ses retranchements sont emportés, mais le feu des remparts auquel les Français ne peuvent opposer que des pièces de campagne est si soutenu et si meurtrier que Macdonald est contraint de se retirer. Dans cette action, le général Maurice Mathieu eut le bras fracassé par un biscaïen. Macdonald, en revenant prendre ses positions du matin emmena l'artillerie napolitaine enlevée dans les retranchements. Sa perte avait été de près de 300 hommes tués.

### Prise de Gaète
Le général Rey dont la petite colonne d'infanterie est renforcée à Fondi par celle de François Étienne Kellermann force les gorges d'Itri défendues assez opiniâtrement et rejette dans Gaète une division napolitaine. Ce succès le décide à tenter un coup de main sur cette ville défendue par 4 000 hommes, armée de soixante-douze pièces de canon de douze mortiers abondamment fournie de munitions et de vivres et dont le port contient en outre sept felouques armées en guerre. Après une sommation inutile, les Français lancent dans la place, quelques obus qui mettent le feu en divers endroits et qui épouvantent les habitants et même la garnison, que le gouverneur Tschudi général octogénaire demande à capituler. 63 officiers ainsi que le gouverneur eurent le honteux privilège d'être renvoyés chez eux jusqu'à parfait échange. La garnison resta prisonnière. Outre l'artillerie et les navires, on prit dans Gaète 20 000 fusils et un équipage de pont qui servit aussitôt au général Rey pour franchir le Garigliano..

### Marche et jonction de la colonne Lemoine
L'arrivée de la colonne de Rey devant Capoue dont le siège paraît devoir être entrepris ne suffit pas encore à Championnet pour les opérations que comporte cette attaque décisive. Il est inquiet de Lemoine et de Duhesme dont il n'a reçu aucune nouvelle depuis dix jours, pas plus que des 800 hommes de Maréchal. Un parti de 200 chevaux est dirigé vers Sulmona pour tâcher de communiquer avec eux. Pendant ce temps, le général Eblé organise à Gaète un équipage de siège.
Le 5 janvier, le quartier général sait que Lemoine approche de Venafro harcelé par des nuées de paysans révoltés ; il n'a soutenu qu'un seul combat contre les soldats napolitains. Ceux-ci après un engagement meurtrier dont l'occupation de Popoli  avait été la suite se sont repliés sur Sulmona puis sur Bénévent. Lemoine maître de Popoli  y avait attendu quelques jours des nouvelles de Duhesme, mais le cercle des paysans insurgés qui l'enveloppe grossissant chaque jour autour de lui, il se dirige sur Sulmona où il rejoint le 4 la colonne de Maréchal et le dernier parti de 200 hommes envoyé à sa rencontre. Le blocus de Capoue est resserré à l'arrivée de Lemoine.

### Marche et jonction de la colonne de Duhesme
Cependant Duhesme après s'être emparé de Civitella del Tronto marche sur le Vomano et sur Scuzzano où il bat dans deux rencontres les troupes de Micheroux. Il partage sa division en trois colonnes, deux colonnes sont destinées à disperser les paysans insurgés au nombre de 7 à 8 000 qui viennent de s'emparer de Teramo et de brûler le pont de Tronto. La troisième se dirige sur Pescara. Elle arrive le 23 devant cette place située à l'embouchure de la rivière du même nom et d'autant plus importante qu'elle commande le seul chemin praticable pour l'artillerie dans les Abruzzes. Pescara défendue par d'assez bonnes fortifications garnies d'une forte artillerie munie de vivres abondants et ayant une garnison de 2 000 hommes semblait devoir exiger un siège en règle que les Français ne pouvaient tenter faute d'artillerie et d'un équipage de pont pour passer la Pescara. L'adjudant général Monnier resté devant la place est néanmoins assez heureux pour y entrer pendant que Duhesme et le chef de brigade Chariot soumettent les insurgés. Le gouverneur intimidé par la retraite de Micheroux et par la première sommation qui lui est faite se rend aussitôt. Duhesme est ainsi tiré d'embarras par un coup de fortune qui approvisionne ses troupes de tout ce dont elles manquent. Après avoir laissé une faible garnison dans Pescara. Duhesme se porte par Sulmona et Isernia sur le Volturno afin de se réunir au reste de l'armée.

### Capitulation de Capoue

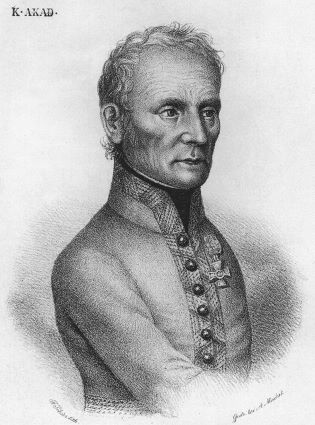
Le général autrichien Karl Mack, commandant en chef l'armée napolitaine.

Les intrigues des nobles et les exhortations des prêtres étendent chaque jour l'insurrection napolitaine contre les Français. Des Abruzzes elle gagne la terre de Labour. Sessa est le lieu principal de rassemblement des bandes insurgées qui d'après l'ordre de la cour doivent faire
aux Français et leur font réellement une guerre d'extermination. L'armée française qui bloque Capoue est entourée elle-même de ces innombrables insurgés. Néanmoins afin de s'imposer définitivement à l'ennemi, Championnet bien que près de manquer de munitions et de vivres, refuse de répondre à Mack qui offre de lui rendre Capoue sous la seule condition d'un armistice. Il fait renforcer la division Lemoine de la cavalerie légère du général Forestier[réf. nécessaire] qui passe le Volturno au gué de Lago et la cavalerie de Venafro vint renforcer la réserve. Toute la ligne française prise comme entre deux feux est sur le qui-vive. Mack dans cette position qui semble lui promettre tant de chances de succès, n'osa néanmoins rien entreprendre. Il aurait voulu évacuer Capoue pour armer les lazzaroni et former un camp retranché sous les murs de Naples. Le vice-roi Pignatelli auquel il s'adresse est sans pouvoir, haï de la population, méprisé par les partis bientôt celui-ci ne croit voir de salut possible qu'en négociant avec les Français : il envoya à Championnet deux fondés de pouvoir qui doivent consentir à tout excepté à l'évacuation de Naples.

### Armistice
Championnet reçoit les envoyés de Pignatelli à Terano dans un moment où sa situation empire et où il regrette de n'avoir pas traité avec Mack. En effet, le général Santa-Agatha et la division Gambs renforcée de trois bataillons menacent de jeter dans le Volturno la faible division Lemoine qui leur tient tête sur ta rive gauche et de prendre ensuite l'armée française à revers. Les divisions Naselli et Damas retenues en mer par les vents contraires vont aussi dit-on débarquer à l'embouchure du Garigliano. Il ne sait ce qu'est devenu Duhesme. Il se décide donc à accepter les propositions des deux envoyés napolitains. Le 11 janvier le général Bonamy représentant de Championnet et les princes de Miliano et le duc de Gesso, mandataires du vice-roi, arrêtent une convention dont les principaux articles sont : la cession aux Français de Capoue avec ses magasins, son artillerie, le paiement d'une contribution de deux millions et demi dans le délai de 15 jours, l'expulsion des ports du royaume des ennemis de la République française, etc.

### Insurrection des lazzaroni
Le peuple de Naples entre en fureur lorsqu'il connaît cet armistice et court aux armes se croyant trahi à la fois par le vice-roi, par le général Mack et par la Citta. Il désarme la division de Damas lors de son débarquement. La brigade Dillon, que Mack envoie à Pignatelli pour apaiser l'insurrection est aussi désarmée. Le vice-roi s'enfuit en Sicile et Mack qui avait cru d'abord pouvoir réorganiser l'armée napolitaine est également contraint de se soustraire par la fuite à la fureur populaire. Naples se trouve dès lors entièrement au pouvoir des insurgés et pendant trois jours est en proie à l'anarchie. Le prince Moliterno et le duc de Rocca Romana ayant enfin grâce à leur grande popularité été nommés chefs de l'insurrection peuvent du moins en arrêter les désordres. Les débris de l'armée napolitaine menacés par les lazzaroni révoltés cherchent un refuge dans le camp français. Tout ce qui existe encore de cette armée levée à si grand frais est dispersé en deux jours.

### Nouvelle division de l'armée française
Pendant que la colonne de Duhesme s'est réunie sur le Volturno au reste de l'armée qui est alors partagée en trois divisions. Dufresne à la droite garde la ligne de Regi-Lagni. La réserve sous Rey s'établit à Caserte où est transporté le quartier général et où Mack se réfugie auprès de Championnet. Acerra et Arienzo à la gauche sont occupés par la troisième division aux ordres de Duhesme. Le général Lemoine est chargé de porter au Directoire le traité d'armistice, et le général Macdonald, par suite d'une mésintelligence survenue entre lui et Championnet, donne sa démission.

## Prise de Naples

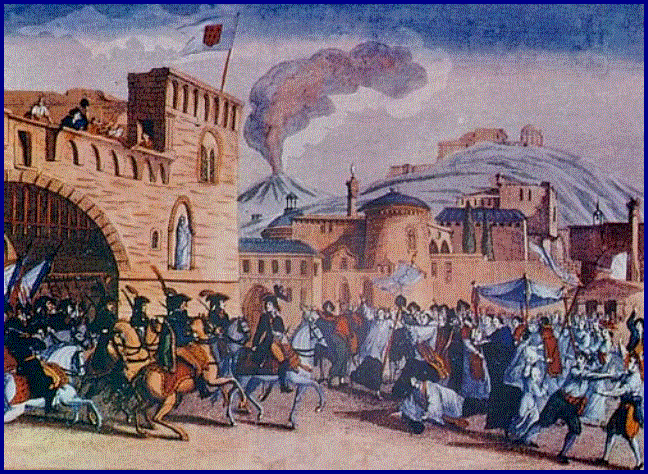
Entrée de l’armée française du général Championnet à Naples le 23 janvier 1799.

Après la fuite de Mack, les lazzaroni attaquent les avant-postes français à Aversa et sur quelques autres points. Cette attaque parait à Championnet une rupture de l'armistice, l'autorité du vice-roi avec qui il l'a conclu se trouvant ainsi méconnue. il décide d'attaquer lui-même Naples. Cette décision hautement manifestée lui attire une députation des principaux meneurs qui s'offrent d'observer fidèlement l'armistice et de payer une forte somme s'il renonce à l'occupation de la ville, mais ces conditions lui paraissant sans garantie, il les refuse. Les agents de la cour absente profitent de cette circonstance pour augmenter l'exaspération des insurgés. Ceux-ci se donnent deux nouveaux chefs, simples lazzaroni, Pazzto et Michel le Fou. Cependant Championnet pressé par la population paisible qui se trouve dans Naples exposée aux fureurs des lazzaroni d'occuper cette place pour faire cesser le désordre y consent à condition que ceux qui l'appelaient dans cette ville s'emparent du fort Saint-Elme. Son armée se met en marche vers Naples le 20 janvier.
La division Duhesme a la difficile tâche d'en lever la porte Capuana et le pont de la Madeleine. Le colonel Broussier ne s'empare de ce dernier poste qu'après un combat opiniâtre de six heures. Le général Monnier est repoussé dans une première attaque sur la porte Capuana. Le capitaine Ordonneau échoue dans une seconde tentative, mais le chef d'état major Thiébault attaque une troisième fois et réussit à la faveur d'une ruse de Duhesme qui par une fuite simulée des assaillants attire les Napolitains dans une embuscade. Les grenadiers et les chasseurs embusqués s'élançant à la baïonnette au moment où les prétendus fuyards firent volte-face, repoussèrent les lazzaroni épouvantés et traversèrent la porte pêle-mêle avec eux. Toute l'artillerie ennemie est prise. « Voilà ce qui s'appelle arriver à un beau grade par une belle porte » dit Duhesme à Thiébault au moment où Championnet le nomme adjudant général sur le champ de bataille. Championnet essaye alors une démarche pacifique, elle est mal accueillie par les insurgés. Duhesme vers 6 heures du soir fait sauter avec tous ses défenseurs une maison qui lui barre le passage. Au même instant Moliterno et Rocca Romana à l'aide de 600 jeunes gens s'emparent du fort Saint-Elme. Championnet envoie aussitôt deux bataillons prendre possession de ce fort. Les derniers préparatifs de l'attaque de Naples sont faits pendant la nuit. À la pointe du jour le fort Saint-Elme donne en mitraillant les bandes de lazzaroni rassemblés sur les places le signal de la marche de cinq colonnes qui doivent pénétrer par différents points dans la ville. Rusca et Broussier placés à la gauche avec les deux tiers de la division Duhesme en deux colonnes débouchent par le faubourg de Capoue et le pont de la Madeleine et se réunissent en repoussant la foule devant eux vis-à-vis du fort d'El-Carmine qu'ils ont ordre d'escalader mais qui se rend sans résistance. Le rassemblement de la porte Nola met bas les armes presque sans résistance.
Kellermann partant du Serraglio doit se porter sur le Castel Nuovo, mais il rencontre une vive résistance delà part de Poggio qui soutenu par d'habiles canonniers et par quelques centaines d'Albanais lui dispute le terrain pied-à-pied jusqu'au Largo del Castello (it). Le chef de brigade Calvin quoique protégé par une sortie du port n'est guère plus heureux. Il doit filer par les rues qui bordent le pied du fort Saint-Elme pour se rabattre sur le Castel dell'Ovo et il est tenu en échec par deux colonnes napolitaines. Sur ces entrefaites Michel-le-Fou fait prisonnier par Rusca est conduit à Championnet. Ce général traite bien le chef des lazzaroni et lui promet de respecter saint Janvier (San Gennaro) patron de Naples. Michel sert d'intermédiaire auprès du peuple et le calme. Une garde d'honneur donnée à saint Janvier, circonstance dont quelques lazzaroni s'assurent de leurs yeux, produit surtout un incroyable effet et les cris de mort se changent en « vive les Français ». Championnet profite de ce changement soudain de sentiment pour faire occuper tous les forts. Des réserves bivouaquent sur les places et le reste de l'armée sur les hauteurs qui dominent la ville.

## Création de l'armée Naples
Les Français ont 600 morts dans les diverses attaques de Naples. La perte des Napolitains est importante. La prise de Naples vaut à l'armée 60 pièces de canon, 6 drapeaux et 4000 prisonniers de troupes Albanais ou Suisses qui sont restés dans la ville après la dispersion de l'armée napolitaine. L'armée française reçoit de son général le titre d'armée Naples dans une cérémonie qui a lieu le 25 janvier. Un Te Deum est chanté dans toutes les églises et une proclamation du général en chef appelle les Napolitains à la liberté en les rassurant sur les vues du gouvernement français.
Duhesme, nommé commandant de Naples, opère sans éprouver de résistance le désarmement des lazzaroni.